# Ctenogobiops feroculus
Ctenogobiops feroculus é uma espécie de peixe da família Gobiidae e da ordem Perciformes.

## Morfologia
- Os machos podem atingir 8 cm de comprimento total.[4][5]

## Habitat
É um peixe marítimo, de clima tropical e associado aos recifes de coral que vive entre 6-20 m de profundidade.

## Distribuição geográfica
É encontrado desde o Mar Vermelho até Nova Caledónia, Ilhas Ryukyu e Micronésia (Truk e Guam).

## Observações
É inofensivo para os humanos.